# Àcid butanoic
L'àcid butanoic, (conegut antigament com a àcid butíric) és un àcid carboxílic de cadena lineal amb quatre carbonis, de fórmula molecular {\displaystyle {\ce {CH3-CH2-CH2-COOH}}}. Les sals i èsters es coneixen com a butanoats (o butirats). Es troba a la mantega, formatge parmesà, vòmits com a producte de la fermentació butírica que és anaeròbia (que també es dona al còlon i a l'olor corporal). Té una olor desagradable i un gust agre amb regust d'èter.
A temperatura ambient és un líquid incolor que solidifica a 8 °C i bull a 164 °C. L'àcid iso-butanoic (àcid 2-metilpropanoic) és un isòmer seu i té propietats químiques similars però propietats físiques diferents (és a dir, es bull a 155 °C).

## Història

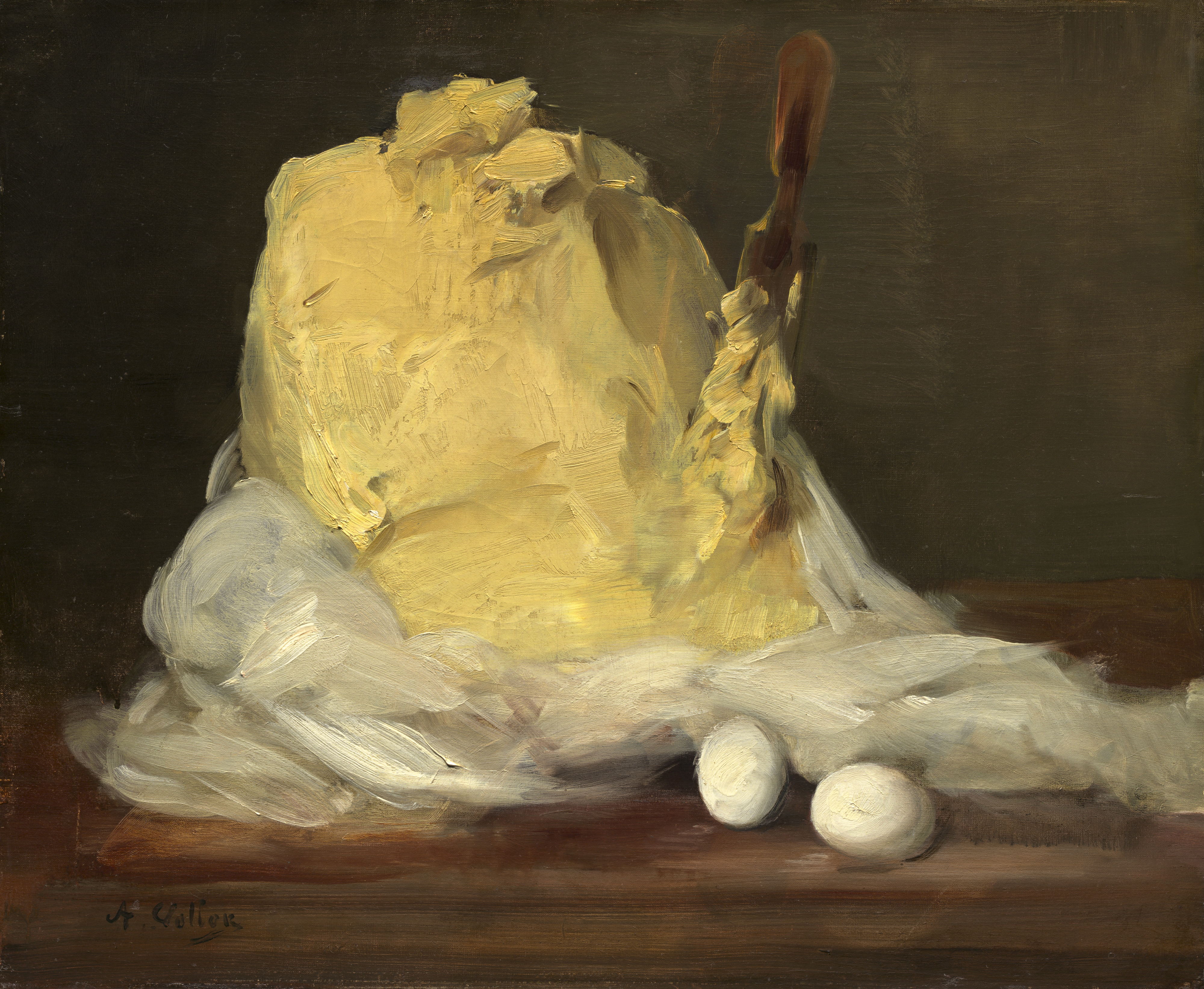
Antoine Vollon, Caramull de mantega, National Gallery of Art

En llatí, l'àcid butanoic significa l'àcid de la mantega, ja que es descobrí per primera vegada en mantega rància (l'àcid butanoic s'hidrolitza a partir del glicèrid i causa una olor molt desagradable). Fou observat per primera vegada en forma impura el 1814 pel químic francès Michel Eugène Chevreul (1786-1889) i informà a l'Académie des Sciences de París de l'existència de noves substàncies el 19 de setembre. Henri Braconnot, un altre químic francès, també estava investigant la composició de la mantega i publicà les seves troballes, el que provocà disputes sobre la prioritat. L'abril de 1815, Chevreul publicà una carta queixant-se de no haver citat les seves recerques. El 1817, publicà algunes de les seves troballes sobre les propietats de l'àcid butanoic i l'anomenà àcid butíric, a partir de la paraula llatina, butyrum (o buturum), 'mantega'. Cap al 1818, Chevreul ja l'havia purificat prou per caracteritzar-lo, tanmateix, Chevreul no publicà aquestes primeres investigacions; en canvi, diposità les seves troballes en forma manuscrita davant el secretari de l'Académie des Sciences de París. El 1823 Chevreul presentà les propietats en detall.

## Estat natural
L'àcid butanoic es troba en olis vegetals i en determinats fluids animals, com ara la suor, fluids de teixits i en el greix de la llet dels mamífers. Lliure és un important metabòlit del metabolisme de glúcids, lípids i proteïnes. Se'l pot trobar en sediments que han sofert una fermentació natural. També se l'ha detectat com un component de l'aroma del fruit de la palmera dalieb (Borassus aethiopum L.). És un component dels olis essencials de citronella ceylon, eucalyptus globulus, araucaria cunninghamii, lippia scaberrima, momarda fistulosa, cajeput, heracleum giganteum, espígol, hedeoma pulegioides, valeriana, nou moscada, llúpol, xirivia i anís espanyol.

## Propietats
A temperatura ambient es presenta en forma de líquid incolor, d'olor desagradable, a ranci. El seu punt de fusió és de –5,7 °C i el seu punt d'ebullició 163,7 °C. Té una densitat de 0,959 g/cm³ a 20 °C, una pressió de vapor d'1,65 mm de Hg a 25 °C. S'encén en assolir els 452 °C. La seva viscositat és d'1,426 mPa·s a 25 °C. És un àcid feble, amb un pKa = 4,82 a 25 °C. És soluble en aigua, etanol i èter.
Tant l'àcid butanoic com els seus èsters (butanoats) es formen en el còlon humà com a producte de la fermentació de fibra alimentària, i això es suggereix com un factor que explica per què les dietes d'alta fibra són protectores en la prevenció del càncer colorectal. S'han investigat diverses hipòtesis sobre el possible mecanisme d'aquesta relació, inclòs si el butanoat és important per mantenir l'expressió fenotípica normal de les cèl·lules epitelials o millorar l'eliminació de cèl·lules danyades mitjançant apoptosi.

## Producció
L'àcid butanoic es produeix a escala industrial a través principalment d'una síntesi química. Això implica l'oxidació del butanal, {\displaystyle {\ce {CH3CH2CH2CHO}}}, que s'obté a partir de propilè derivat del cru per oxosíntesi. La síntesi química de l'àcid butanoic és preferible principalment pel seu menor cost de producció i la disponibilitat dels materials de partida. Però l'àcid així obtingut no és natural i no pot emprar-se en la indústria alimentària.
Un altre mètode per a la preparació d'àcid butanoic és la seva extracció de la mantega. Això és possible, ja que la seva concentració en la mantega oscil·la entre el 2% i el 4%, però el procés involucrat és difícil i costós i, per tant, no pot competir amb l'alternativa química.
Una tercera via és mitjançant la fermentació de sucre o midó. Encara que aquest mètode és actualment més costós en comparació amb la síntesi química, ha obtingut més atenció a causa d'un creixent desig dels consumidors de productes orgànics i naturals, a diferència dels ingredients sintetitzats químicament, i un continu augment dels preus del petroli cru, que es necessita per a la síntesi química. Els bacteris anaerobis del gènere Clostridium, com ara els de l'espècie Clostridium butyricum, són els més emprats, ja que requereixen un medi simple pel seu creixement i donen una alta producció. Altres organismes del gènere Clostridium que també s'empren són: C. kluyveri, C. beijerinckii, C. barkeri, C. thermobutyricum, C. thermopalmarium, C. pasteurianum. D'altres són: Butyribacterium sp., Sarcina sp., Mehasphera sp., Fusobacterium sp., Peptococcus asacelarolyticus, Butyrivibrio fibrissolvens, Pseudobutyrivibrio ruminis i Eubacterium limosum.